# U-23サッカーコロンビア代表
U-23サッカーコロンビア代表は、コロンビアサッカー連盟（FCF）によって構成される、コロンビアのサッカーの23歳以下のナショナルチームである。
23歳以下の選手を対象とするオリンピックに出場するためのチームである。そのため、オリンピックの前年にはU-22サッカーコロンビア代表、そのさらに前年にはU-21サッカーコロンビア代表と呼称が変わる。

## オリンピックの成績
- 1992 - グループリーグ敗退
- 1996 - 予選敗退
- 2000 - 予選敗退
- 2004 - 予選敗退
- 2008 - 予選敗退
- 2012 - 予選敗退
- 2016　- ベスト8
- 2020 - 予選敗退